# Lara Schnitger
Lara Schnitger (1969, Haarlem) is een Nederlands-Amerikaans beeldend kunstenaar, beeldhouwer en textielkunstenaar die woont en werkt in Los Angeles en Amsterdam. 

## Biografie
Lara Schnitger studeerde tussen 1987 - 1991 aan de Koninklijke Academie voor Beeldende Kunsten (KABK) in Den Haag. In 1991-1992 studeerde ze in Praag aan de Akademie výtvarných umění v Praze (Academie voor Schone Kunsten in Praag).
Ze exposeerde bij internationale galeries, musea, kunstinstellingen en op biënnales, waaronder Stitch Witch in Museum Kranenburgh in Bergen (Noord-Holland) (2024/2025), Bonnefantenmuseum in Maastricht (2022), Hammer Museum and Institute of Contemporary Art in Los Angeles (2021), High Line in New York (2019), The Museum of Contemporary Art in Los Angeles (2011), Sonsbeek in Arnhem (2008), the New Museum (2007), the National Museum of Contemporary Art in Oslo (2007), Magasin 3 in Stockholm (2005), the Chinese European Art Center in Xiamen (2002), Santa Monica Museum of Art (2001) en het Stedelijk Museum in Amsterdam (1995).

## Werk
Schnitger werkt voornamelijk vanuit het medium textiel, maar haar kunstpraktijk is discipline-overstijgend en brengt onder andere installatie, sculptuur, mode, architectuur en collage samen. Kunst, protest en het lichaam zijn herkenbare thema's in haar werk.
Haar werk is opgenomen in verschillende museale en bedrijfscollecties wereldwijd, waaronder het Stedelijk Museum Amsterdam, The Saatchi Gallery in London, Perez Art Museum in Miami, FRAC Champagne-Ardenne in Rheims, Akzonobel Art Foundation, en Carnegie Museum of Art in Pittsburgh.

#### Kunstwerk 'This princess saves herself' in De Beeldengalerij, Den Haag
Op 23 oktober 2021 werd het kunstwerk This princess saves herself onthuld in het centrum van Den Haag. Schnitger maakte dit sculptuur in opdracht van Stroom Den Haag, als onderdeel van De Beeldengalerij van Peter Struycken. Het kunstwerk is bijzonder omdat het gemaakt lijkt van textiele materialen, maar het is in werkelijkheid een beeld van brons en roestvrij staal.
Voorafgaand aan de onthulling van This princess saves herself vond er een interview met de kunstenaar Lara Schnitger en curator beeldende kunst Ilga Minjon plaats bij Stroom Den Haag, waarna de aanwezigen onder leiding van de kunstenaar de processie Suffragette City uitvoerden op weg naar de locatie van het nieuwe kunstwerk in het stadscentrum van Den Haag. Na afloop werden de kunstwerken en materialen die gebruikt werden in de processie een aantal weken tentoongesteld in de etalage en entreeruimte van het kunstcentrum Stroom Den Haag.

#### Suffragette City
Suffragette City is een performatief kunstwerk van Lara Schnitger, dat zij vóór de processie in Den Haag op 23 oktober 2021 al organiseerde in New York, Basel, Los Angeles, Washington D.C., Parijs, Berlijn en Sydney. Het kunstwerk vraagt aandacht voor vrouwenrechten, gelijkheid en vrijheid; de naam refereert aan de vrouwenbeweging van de Amerikaanse en Britse suffragettes uit de 20ste eeuw en het gelijknamige lied van David Bowie uit 1972. Deelnemers aan de processie dragen door de kunstenaar speciaal gemaakte kleding, quilts en 'slut sticks' en scanderen de boodschappen die op de quilts afgebeeld zijn.
- Gemeinsame Normdatei: 129028835
- International Standard Name Identifier: 0000 0000 7870 4893
- KulturNav: 71a844ea-9447-44f3-a446-ff70ea5599ff
- RKD-Nederlands Instituut voor Kunstgeschiedenis: 96491
- LIBRIS: 264357
- Union List of Artist Names: 500122950
- Virtual International Authority File: 24581150
- WorldCat: E39PBJxxg7dXvQWxDwdgJG7CQq